# Кошице II (район)
Район Кошице II — городской район города Кошице.

## Население
| Год:        | 1994   | 2004    | 2014    | 2024    |
| ----------- | ------ | ------- | ------- | ------- |
| Broj ljudi: | 82 110 | 79 934  | 82 479  | 77 914  |
| Разница:    |        | −2,65 % | +3,18 % | −5,53 % |

### Статистические данные (2001)
Национальный состав:
- Словаки — 88,5 %
- Венгры — 3,2 %
- Цыгане — 3,2 %
- Чехи — 1,3 %
- Русины/Украинцы — 1,0 %

Конфессиональныйсостав:
- Католики — 58,4 %
- Грекокатолики — 7,8 %
- Лютеране — 3,5 %
- Реформаты — 2,4 %
- Православные — 1,6 %
- Свидетели Иеговы — 0,6 %